# J. J. F. Sommer
J. J. F. Sommer foi o vice-presidente da Federação Europeia de Ginástica.
Após a estruturação da ginástica, realizada pelo alemão Friedrich Ludwig Jahn e pelo suíço Pehr Henrik Ling, surgiram associações nacionais para o controle dos treinamentos e das competições. Inspirado por este constante crescimento, o belga Nicolas Cupérus idealizou e fundou a FEG, em 23 de julho de 1881, que unia todas estas novas associações. J. J foi seu vice-presidente, além de realizador da ideia de Nicolas, de pôr em prática a Gymnaestrada, a maior manifestação gímnica não competitiva do mundo, que teve sua primeira edição em 1953, na Suécia.